# Wiegenlied

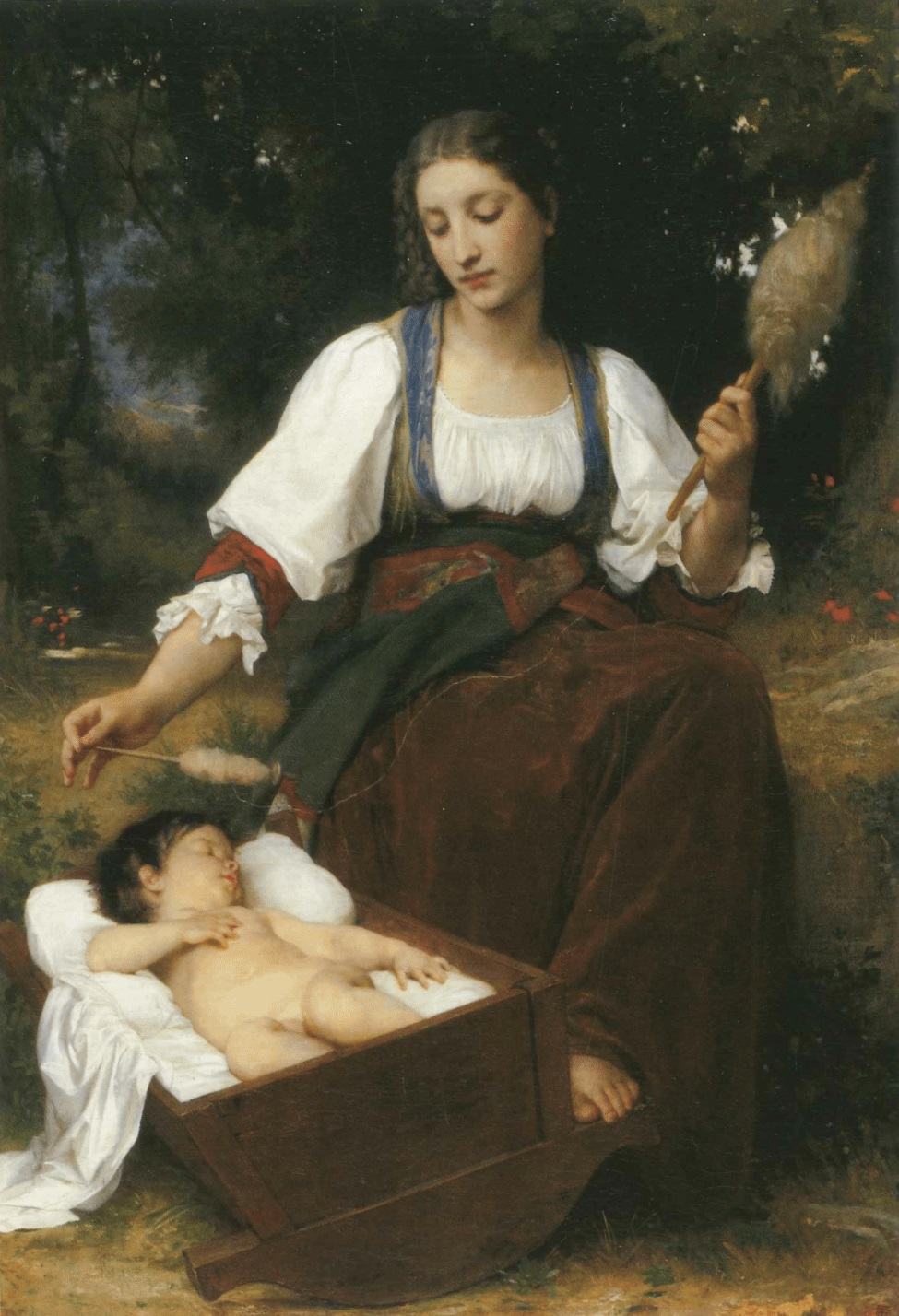
William-Adolphe Bouguereau, Wiegenlied (1875)

Ein Wiegenlied (auch Schlaf- oder Gutenachtlied) ist eine Variante des Abendliedes, das vorwiegend Kindern vor dem Einschlafen vorgesungen wird. Es zeichnet sich dadurch aus, dass es eine ruhige und einschläfernde Melodie hat und langsam gesungen wird. Die ältesten schriftlichen Belege für Wiegenlieder in deutscher Sprache stammen aus dem 13. und 14. Jahrhundert, sie waren inhaltlich jedoch noch wenig kindgerecht. Zu einer ersten Blütezeit kam es im 15. und 16. Jahrhundert, die meisten heute bekannten Lieder gehen aber erst auf das 18. und 19. Jahrhundert zurück.

## Bekannte deutschsprachige Wiegenlieder
- Abend wird es wieder
- Abends will ich schlafen gehn (Abendsegen aus der Oper Hänsel und Gretel)
- Alles still in süßer Ruh (Melodie Carl von Winterfeld, Text Hoffmann von Fallersleben)
- (Aba) Heidschi bumbeidschi
- Bald ist es wieder Nacht
- Der Mond ist aufgegangen (Matthias Claudius)
- Die Blümelein, sie schlafen (Anton Wilhelm von Zuccalmaglio nach der Melodie von Zu Bethlehem geboren)
- Galgenkindes Wiegenlied, Gedicht von Christian Morgenstern[2], vertont von Horst Lohse
- Guten Abend, gut’ Nacht (Johannes Brahms op. 49,4)
- Guter Mond, du gehst so stille
- Hört, ihr Herrn, und lasst euch sagen (Nachtwächterruf)
- I ghöre es Glöggli (Kinder-Schlafhymne aus der Schweiz)
- Kindlein mein, schlafe ein
- La-Le-Lu, nur der Mann im Mond schaut zu, Musik und Text von Heino Gaze, aus dem Film Wenn der Vater mit dem Sohne mit Heinz Rühmann
- Müde bin ich, geh zur Ruh
- Müsle gang ga schlofa (aus Vorarlberg)
- Nun ruhen alle Wälder
- O wie wohl ist mir am Abend
- Schlaf, Kindlein, schlaf
- Schlafe, mein Prinzchen, schlaf ein (Johann Friedrich Anton Fleischmann (1766–1798); wurde lange Mozart[3] oder Bernhard Flies zugeschrieben.)
- Schlafe, schlafe, holder süßer Knabe
- Stille, stille, kein Geräusch gemacht (aus Thüringen vor 1830)[4]
- Weißt du, wie viel Sternlein stehen (von Wilhelm Hey, erstmals gedruckt 1837 im Anhang des zweiten Bandes seiner Fabeln)
- Wer hat die schönsten Schäfchen
- Zug ins Schlummerland (Roland Zoss, Schweiz)
- Schön, dass es mich gibt – Uwe Natus – Paderborn, auch unter „Das Paderborner Kindergebet“.

Eine Sonderform stellt das „geistliche Wiegenlied“ dar, eine Form des Weihnachtsliedes, das auf den aus dem Mittelalter stammenden Brauch des „Kindleinwiegens“ zurückgeht, bei dem symbolisch das neugeborene Jesuskind in den Schlaf gesungen wird. Beispiele dafür sind:
- Es wird scho glei dumpa (Anton Reidinger, vor 1884)
- Joseph, lieber Joseph mein (dem Mönch von Salzburg zugeschrieben, 14. Jahrhundert)
- Still, still, still (Salzburg, 19. Jahrhundert)

## Ausländische Wiegenlieder
England
- Twinkle, Twinkle, Little Star
- Rock-a-bye Baby

Japan
- Edo Komoriuta

Neuseeland
- Hine e Hine

Spanien
- Nanas

Wales
- Suo Gân

### Sammlungen
- Hans Fraungruber (Hrsg.): Deutsche Wiegenlieder (= Gerlachs Jugendbücher. 24). Gerlach & Wiedling, Wien u. a. 1909. Reprints: Parkland, Stuttgart 1977, OCLC 551834054; Jugend und Volk, Wien u. a. 1978, ISBN 3-7141-6165-1.
- Cornelius Hauptmann (Hrsg.): Wiegenlieder. Carus und Reclam, Stuttgart 2009, ISBN 978-3-15-010739-3.
- Heinz Rölleke (Hrsg.): Wiegen- und Kinderlieder. Gesammelt durch die Brüder Grimm. Böhlau, Weimar 1999, ISBN 3-7400-1090-8.
- Timon Schlichenmaier, Stephanie Klein: Der WiegenliederSchatz. Timon, Weissach 2004, ISBN 3-938335-00-9.

### Sekundärliteratur
- Emily Gerstner-Hirzel: Das volkstümliche deutsche Wiegenlied. Versuch einer Typologie der Texte. Schweizerische Gesellschaft für Volkskunde, 1984, ISBN 978-3-908122-31-9.
- Gerlinde Haid: Wiegenlied. In: Oesterreichisches Musiklexikon. Online-Ausgabe, Wien 2002 ff., ISBN 3-7001-3077-5; Druckausgabe: Band 5, Verlag der Österreichischen Akademie der Wissenschaften, Wien 2006, ISBN 3-7001-3067-8.
- Otto Kampmüller: Oberösterreichische Wiegenlieder. In: Oberösterreichische Heimatblätter, 30, 1976, S. 173–190, ooegeschichte.at [PDF; 768 KB]
- Günther Noll: Anmerkungen zu aktuellen Fragen des Wiegenliedes. In: ad marginem. Mitteilungen des Instituts für europäische Musikethnologie der Universität zu Köln, 84, 2012, S. 3–23; uni-koeln.de (PDF; 483 kB)